# Борова (Нижньосілезьке воєводство)
Борова (пол. Borowa) — село в Польщі, у гміні Длуґоленка Вроцлавського повіту Нижньосілезького воєводства.
Населення — 673 особи (2011).
У 1975-1998 роках село належало до Вроцлавського воєводства.

## Демографія
Демографічна структура станом на 31 березня 2011 року:
|          | Загалом | Допрацездатний вік | Працездатний вік | Постпрацездатний вік |
| -------- | ------- | ------------------ | ---------------- | -------------------- |
| Чоловіки | 343     | 75                 | 248              | 20                   |
| Жінки    | 330     | 70                 | 200              | 60                   |
| Разом    | 673     | 145                | 448              | 80                   |